# Ventura County Fusion
Der Ventura County Fusion Soccer Club ist ein US-amerikanisches Fußball-Franchise mit Sitz in Ventura im Bundesstaat Kalifornien. Die Mannschaft spielt derzeit in der USL League Two. Unter gleichem Namen gab es bis 2010 noch eine Frauenfußballmannschaft, die in der USL W-League spielte. Seit 2010 heißt das Team Santa Clarita Blue Heat und spielt seit 2016 in der Liga United Women’s Soccer.

## Geschichte
Das Franchise wurde im Jahr 2006 ursprünglich gegründet und nahm erstmals in der Saison 2007 der USL PDL erstmals am Spielbetrieb teil. Hier wurde die Mannschaft innerhalb der Western Conference in die Southwest Division eingegliedert. Mit 30 Punkten nach 16 Spieltagen erreichte das Team in der ersten Saison den vierten Platz. Nach der Regular Season 2009 schaffte es das Team erstmals mit 28 Punkten über den dritten Platz in die Playoffs. Hier drehte die Mannschaft richtig auf und gewann jedes einzelne Spiel, womit man sich am Ende als Champion krönen durfte.
Auch in der darauffolgenden Spielzeit erreichte man wieder die Playoffs, diesmal jedoch mit 34 Punkten sogar über den ersten Platz. Etwas unerwartet schied das Team hier aber nach Elfmeterschießen in den Conference Semifinals gegen die Kitsap Pumas mit 3:5 sehr früh aus. Quasi fast gleich spielte sich danach die Spielzeit 2011 ab, hier schaffte man zwar nur über den zweiten Platz den Einzug in die Playoffs, doch wieder einmal bekam man es hier gleich mit den Pumas zu tun, gegen welche diesmal eine 0:1-Niederlage nach der regulären Spiellänge reichte, um wieder einmal früh auszuscheiden. Die Serie der ununterbrochenen Einzüge in die Playoffs riss für das Franchise aber auch in der Saison 2012 nicht ab und diesmal gelang auch ein Sieg in den Conference Semifinals, wenngleich auch dieser gegen die U23 der Portland Timbers, lediglich mit einem 1:0-Sieg nach Verlängerung erreicht wurde. In den Conference Finals, scheiterte man dann aber schon wieder, diesmal an der U23 der Seattle Sounders. Eine mögliche inkrementelle Verbesserung des Vorankommens in den Playoffs erreichte man in diesen nach der Spielzeit 2013 jedoch nicht, wo es erneut in der ersten Runde gegen Victoria Highlanders FC zu Ende war.
In den Playoffs der Saison 2014 gab es dann schon mehr Partien und die Mannschaft musste sogar durch ein Inter-Divisional Playoff. Nach einem Sieg im Quarterfinal, war im Semifinale mal wieder gegen die Pumas ihr Lauf jedoch schnell beendet. Die Folgesaison 2015 bot erstmals mit einer Niederlage im Southwest Division Qualifier gegen den Burlingame Dragons FC eine Post-Season ohne Playoffs-Teilnahme. In der Saison 2016 qualifizierte man sich mit 24 Punkten und dem vierten Platz nicht einmal mehr für diese erste Ausscheidungsrunde. Rapide abwärts ging es dann noch einmal weiter, wo man nach der Spielzeit 2017 mit zehn Punkten lediglich Vorletzter wurde. Anschließend wurde es zwar besser, jedoch gelang erst nach der Runde 2019 erstmals wieder eine Teilnahme an den Western Conference Playoffs. Nach einer 1:2-Niederlage gegen den FC Golden State Force war aber auch hier wieder Schluss.
Bedingt durch die COVID-19-Pandemie, kam es in der Saison 2020 nicht zu einem aktiven Spielbetrieb. Zwar fand in der Folgespielzeit wieder ein Spielbetrieb statt, das Franchise verzichtete jedoch auf eine Teilnahme.

## Erfolge
- PDL Championship-Gewinner: 1
  - 2009